# General Trias
General Trias è una municipalità di prima classe delle Filippine, situata nella Provincia di Cavite, nella Regione di Calabarzon.
General Trias è formata da 33 baranggay:
- Alingaro
- Arnaldo Pob. (Bgy. 7)
- Bacao I
- Bacao II
- Bagumbayan Pob. (Bgy. 5)
- Biclatan
- Buenavista I
- Buenavista II
- Buenavista III
- Corregidor Pob. (Bgy. 10)
- Dulong Bayan Pob. (Bgy. 3)
- Gov. Ferrer Pob. (Bgy. 1)
- Javalera
- Manggahan
- Navarro
- Ninety Sixth Pob. (Bgy. 8)
- Panungyanan

- Pasong Camachile I
- Pasong Camachile II
- Pasong Kawayan I
- Pasong Kawayan II
- Pinagtipunan
- Prinza Pob. (Bgy. 9)
- Sampalucan Pob. (Bgy. 2)
- San Francisco
- San Gabriel Pob. (Bgy. 4)
- San Juan I
- San Juan II
- Santa Clara
- Santiago
- Tapia
- Tejero
- Vibora Pob. (Bgy. 6)